# Cisco certifiering
Cisco Networking Academy Program (CNAP) är Cisco Systems utbildningsverksamhet, som syftar till att säkerställa tillgången på kompetens inom datakommunikation, med betoning på företagets egna produkter. Cisco har tre nivåer i sitt kunskapsträd. Associate, Professional och till sist Expert. Utöver dessa erbjuds också som regel kurser i specifika ämnen, som trådlös kommunikation (ex WLAN) eller Unix. 

## Akademier
Utbildning ges till studenter vid lokala akademier. En lokal akademi kan exempelvis vara en högskola eller en gymnasieskola. Varje lokal akademi skall ledas av minst en certifierad instruktör, som själv klarat den kurs i vilken han eller hon undervisar, samt genomgått och klarat en instruktörsutbildning, CCAI Cisco Certified Academy Instructor.
Grundkursen kallas CCNA - Cisco Certified Network Associate. 
Nästa påbyggnads nivå är CCDA - Cisco Certified Design Associate.
CCNP - Cisco Certified Network Professional är en mer avancerad kursnivå
CCIE - Cisco Certified Internetwork Expert är den näst mest avancerade kursnivån.